# Chaam
Chaam (uitspr. "Kaam" [kam], Brabants: Koam [kɒm]) is een dorp  in de gemeente Alphen-Chaam, in de Nederlandse provincie Noord-Brabant. Het ligt tussen Ulvenhout, Baarle-Nassau en Baarle-Hertog. De grootste plaats in de buurt is Breda. Het aantal inwoners op 1 januari 2023 bedraagt 4.325 (CBS). Chaam was tot 1997 een zelfstandige gemeente. Hoewel Chaam omgeven is door landbouwgebied, vindt men op enige afstand een aantal uitgestrekte natuurgebieden, namelijk de Chaamse Bossen in het noordoosten, de Strijbeekse Heide in het westen, en het landgoed Hondsdonk in het noordwesten, alsmede het natuurgebied Chaamse Beken.

## Toponymie
Er zijn verschillende verklaringen gegeven over de herkomst van de naam Chaam. Zo heeft men bijvoorbeeld lang gedacht dat de naam Chaam te herleiden was tot het Keltische woord cambo, dat bocht in een rivier zou betekenen. Dit gaat wel op voor o.a.: Cham in Beieren. Hoewel er in deze streek veel waterlopen en riviertjes zijn denkt men toch dat de naam een andere oorsprong zou kunnen hebben. Chaam wordt in 1243 Cambé genoemd, in 1277 komt men de naam silvo de Cambé tegen en 1311 veranderde dit in Camé. In 1357 komt de naam Chaem voor. Deze naam gaat waarschijnlijk terug op het middeleeuws Latijn canaba = taveerne, drankkelder, waaraan het middeleeuws Latijnse woord camba gekoppeld kan worden, wat mouterij betekent. De plaatsnaam Chaam zou een aanduiding zijn van "een plaats waar men gerst laat kiemen".

## Geschiedenis
Chaam zou reeds in 422 genoemd worden onder de maalsteden (vergaderplaatsen) van de Franken. Aanvankelijk oefenden de abdijen van Thorn en Echternach een aantal rechten binnen het Chaamse grondgebied uit.
Met het groeien van de macht van wereldlijke vorsten werden de abdijen vanaf de 11e eeuw geleidelijk aan van hun wereldlijke macht beroofd. De rechten van de abdijen van Thorn en Echternach werden langzaam maar zeker beperkt tot het patronaatsrecht en het tiendrecht. Vanwege deze ontwikkeling droeg Echternach haar rechten binnen de oude parochie Alphen in 1175 over aan de toen pas gestichte Abdij van Tongerlo, zodat die niet alleen een bron van bestaan kreeg, maar ook enig toezicht op het gebied kon uitoefenen. Toch traden zowel binnen Alphen als binnen Chaam vanaf het einde van de 12e eeuw de heren van Breda en de Orde van de Tempeliers meer en meer op in de uitoefening van de wereldlijke macht en als eigenaren van grond. Na de opheffing van deze orde in 1312 gingen de rechten ervan over op de Orde van de Johannieters. In 1648 werden de rechten van deze orde overgenomen door de heren van Breda, welke reeds in 1198 beleend werden met het land van Breda. Zij verbonden in de 15e eeuw Alphen en Chaam bestuurlijk aan elkaar door voor beide dorpen een gezamenlijke schepenbank aan te stellen. Alphen leverde 4 en Chaam 3 schepenen aan de schepenbank.
Beide dorpen voerden wel een afzonderlijke financiële huishouding. Samen met Baarle-Nassau onderhielden Alphen en Chaam één schout, één secretaris en later ook één ontvanger. Doordat Alphen en Chaam één jurisdictie vormden, brachten de navolgende eeuwen geen opmerkelijke afwijkende ontwikkeling in beide dorpen. 
Na de Vrede van Munster in 1648 moesten de katholieken van Chaam hun parochiekerk afstaan aan de protestanten. Dominee Paulus Bisschop preekte die zondag:"En Jezus ging in de tempel Gods en dreef uit allen die verkochten en kochten in de tempel, en keerde om de tafel der wisselaars en de zitstoel dergenen die de duiven verkochten. En Hij zeide tot hen: Er is geschreven: Mijn huis zal een huis des gebeds genaamd worden; maar gij hebt dat tot een moordenaarskuil gemaakt.” (Mattheüs 21:12 en 13) De katholieken moesten zich tevreden stellen met een schuurkerk.
De eenheid Alphen en Chaam bleef bestaan, totdat de Franse machthebbers in 1810 het moderne gemeentebestuur invoerden. In dat jaar werden met de verandering van de indeling van departementen ook nieuwe gemeentegrenzen vastgesteld. Chaam werd losgekoppeld van Alphen en ging als zelfstandige gemeente verder. Het dorp Riel werd met Alphen tot één gemeente samengevoegd: Alphen en Riel. In 1997 werd de huidige gemeente Alphen-Chaam gevormd en kwam Riel bij de nieuwgevormde gemeente Goirle.
In 1967 werd Chaam het slachtoffer van een van de Windhozen van 25 juni 1967. De windhoos richtte een ravage aan in de bossen rond Chaam maar trof ook een camping. Daar vielen twee doden en tien gewonden.

### Wapen van Chaam
Het wapen van de voormalige gemeente Chaam werd als volgt omschreven: Van lazuur beladen met 3 kammen van goud, staande 2 en 1. Het schild vastgehouden ter wederzijde door een vogel van goud en gedekt met eene kroon van hetzelfde en elf peerlen van hetzelfde.
sinds 1 januari 1997 is dit het dorpswapen van de plaats Chaam.

### Vlag van Chaam
Van 1965 tot 1997 had de gemeente Chaam een vlag met de volgende omschrijving: "Geel met drie zwarte tot op 2/7 van de totale vlaglengte aan de broekzijde verkorte, even hoge banen, elk 1/7 van de totale vlaghoogte en aan de broek een blauwe broekingbalk ter hoogte van 2/5 van de vlaglengte, gebroken door de zwarte banen, met in de broektop een gele kam."
Sinds 1997 heeft Chaam een dorpsvlag die kan worden omschreven als: "Vier verticale banen in geel en zwart, gelijk over de lengte van de vlag verdeeld, met op de scheiding van de banen drie kammen, geplaatst twee en drie, alles van het een in het ander."

Voormalige gemeentevlag van Chaam
Dorpsvlag van Chaam

## Bezienswaardigheden
- Het Pieter Huysers Huis
- De Ledevaertkerk, een protestantse kerk
- Het Raadhuis
- Antonius Abtkerk, een katholieke kerk
- Enkele oude boerderijen, aan de Ginderdoorstraat, de Kerkdreef, de Kloosterstraat en de Woeststraat, waaronder langgevelboerderijen. Ze dateren uit de 18e eeuw en de 19e eeuw.

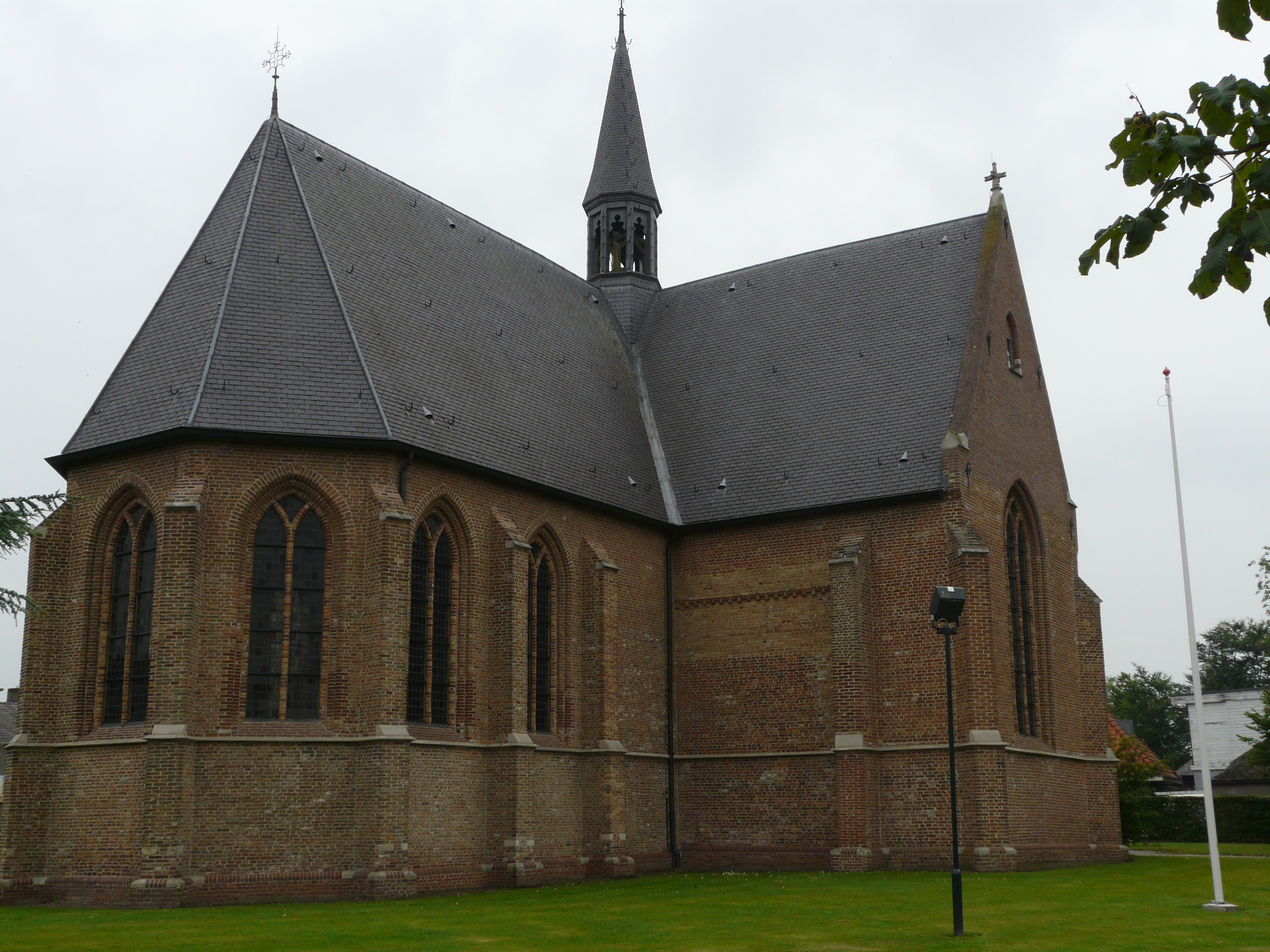
Ledevaertkerk
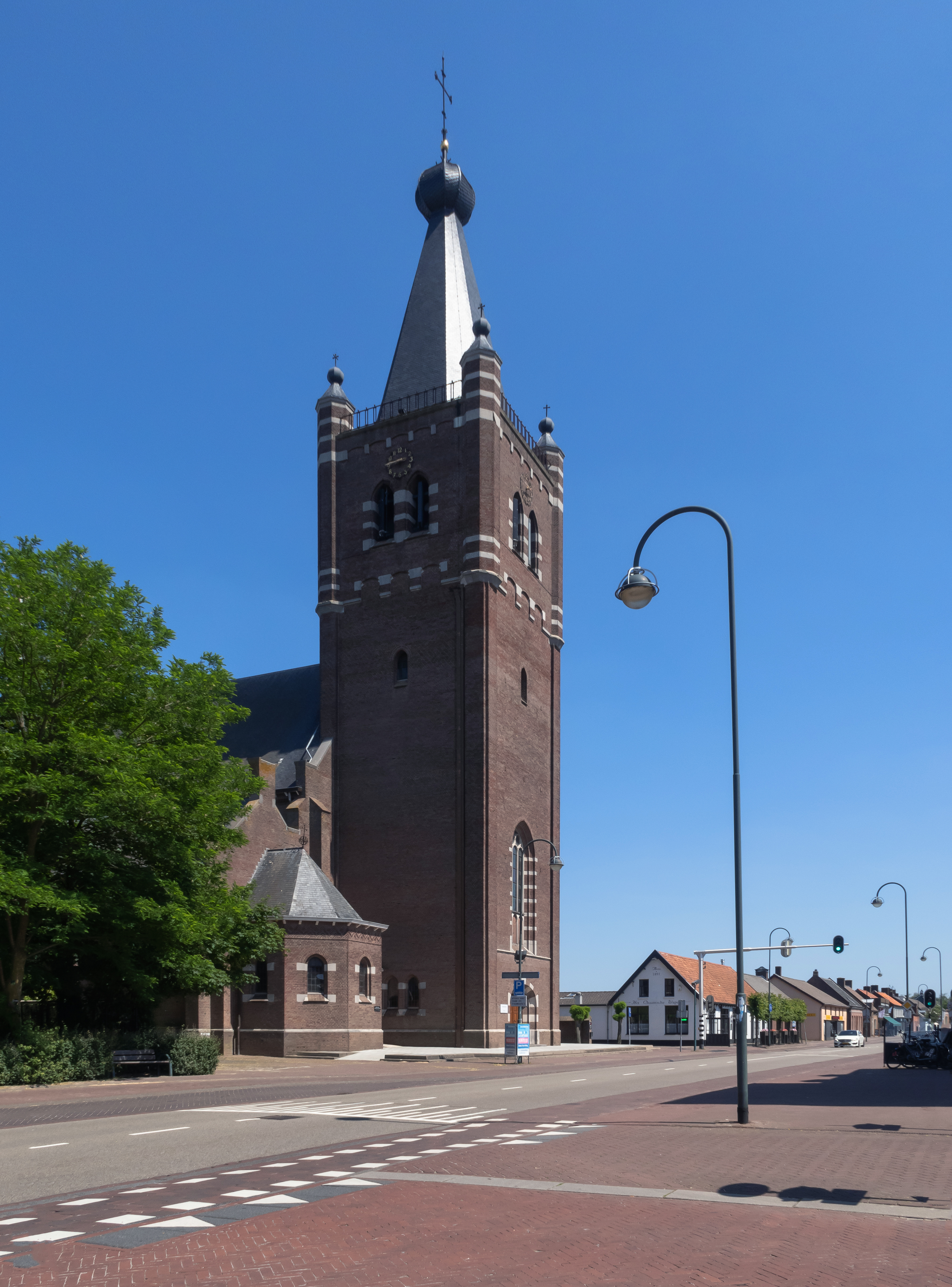
H. Anthonius Abt
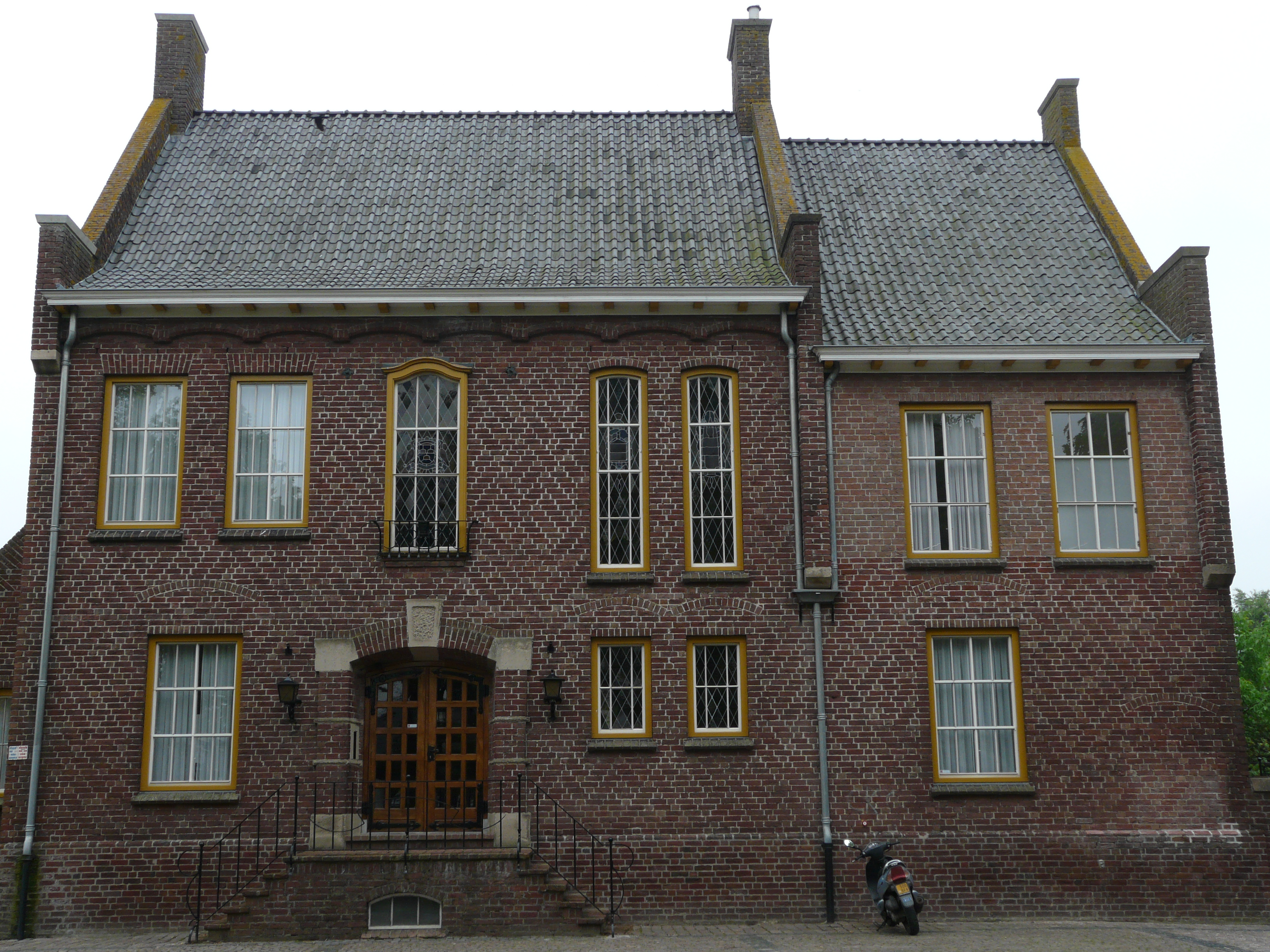
Raadhuis
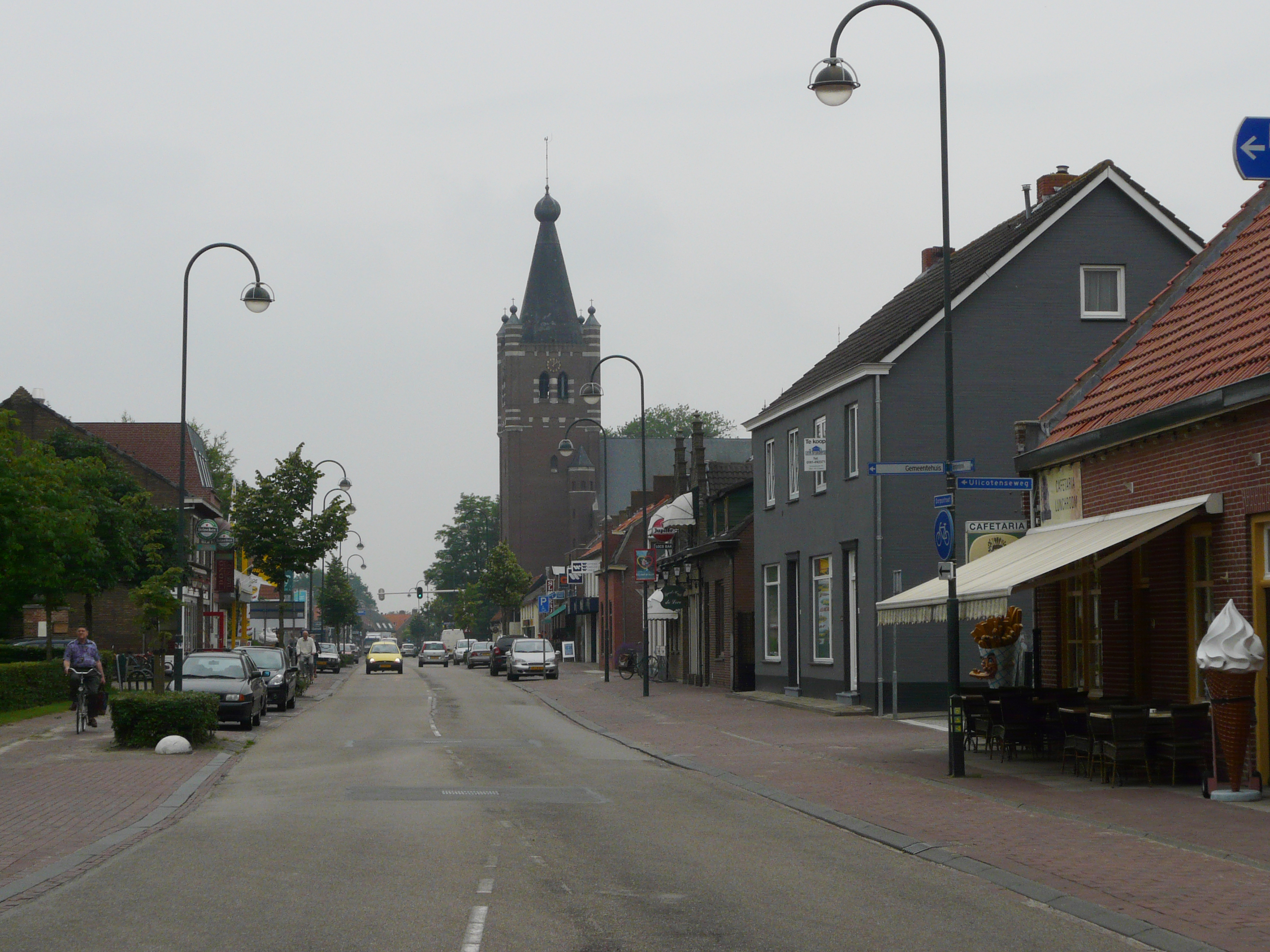
Dorpsstraat
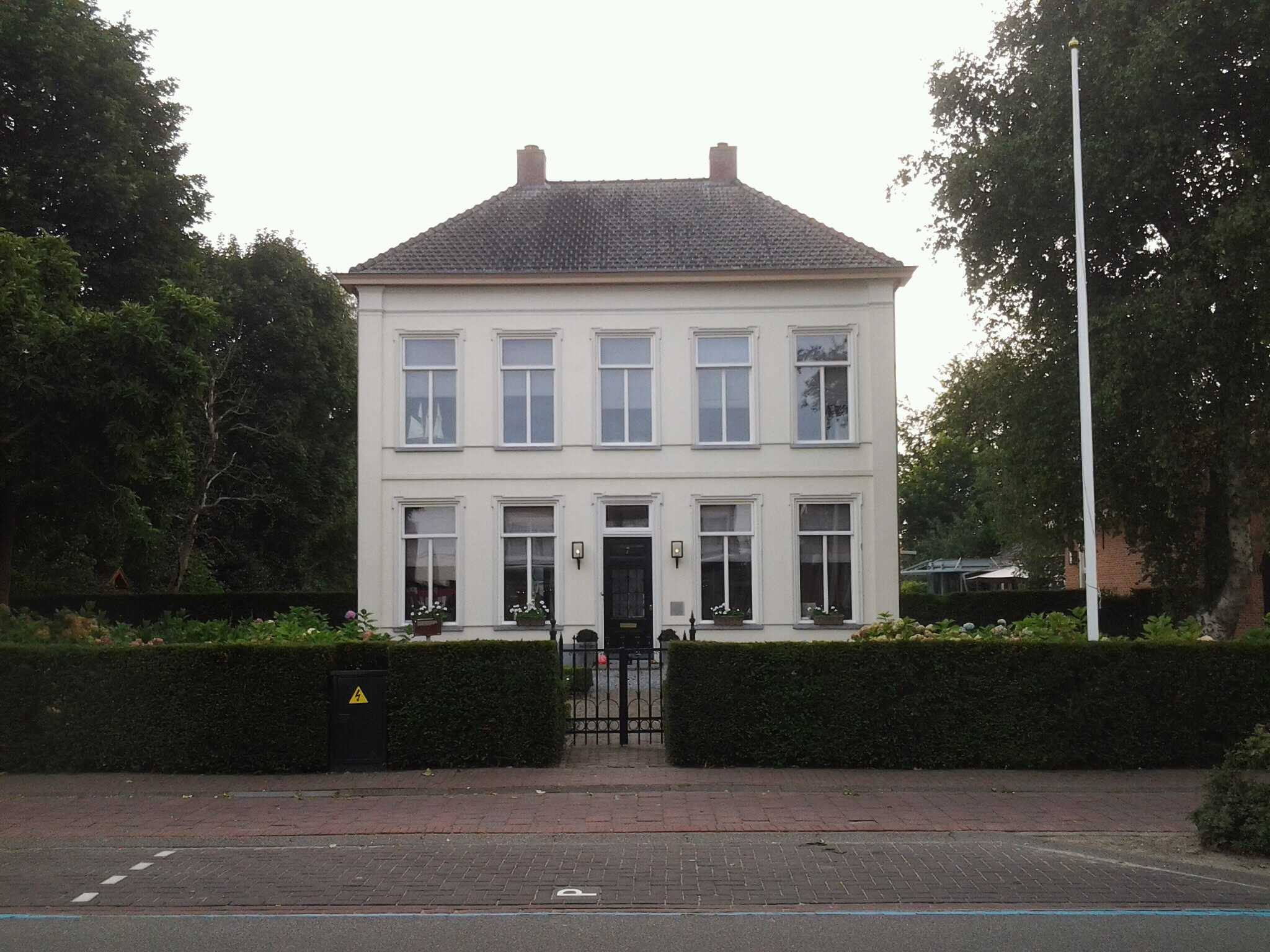
Nederlands-hervormde pastorie

## Economie
Van oorsprong was en is Chaam een agrarische gemeente, met veeteelt en tuinbouw waaronder de teelt van asperges. Ook frambozen werden vroeger in Chaam geteeld, en er was eertijds ook een frambozenveiling. Al decennialang speelt ook het toerisme een belangrijke rol: er zijn meerdere campings, bungalowparken, kampeerboerderijen, een natuurcamping en een zorgboerderij. Daarnaast zijn er diverse horecagelegenheden in Chaam, alsmede winkelvoorzieningen en een weekmarkt. Er was een openluchtbad, "Het Weidebad" geheten. Ten noorden ervan lag recreatiegebied De Groote Weide, dat teruggegeven is aan de natuur. Ook bestond in Chaam een jeugdherberg, "Het Putven" genaamd, die in 1955 'aan de jeugd geschonken' was door Esso Nederland. De jeugdherberg werd eind 2006 opgeheven en het gebouw werd in 2009 gesloopt, het terrein kwam weer in handen van Staatsbosbeheer en werd teruggegeven aan de natuur. De weekmarkt is op woensdagmorgen van 09.00 tot en met 12.00 uur. Chaam heeft met lijn 132 een busverbinding met Breda en Tilburg.

## Evenementen
- Wielerronde de Acht van Chaam. Het dorp heeft landelijke bekendheid gekregen vanwege deze jaarlijkse wielerwedstrijd. Het is een zogenaamd criterium dat volgens traditie de eerste woensdag na afloop van de Ronde van Frankrijk plaatsvindt. Voorafgaand vindt het festival de Nacht van Chaam plaats.

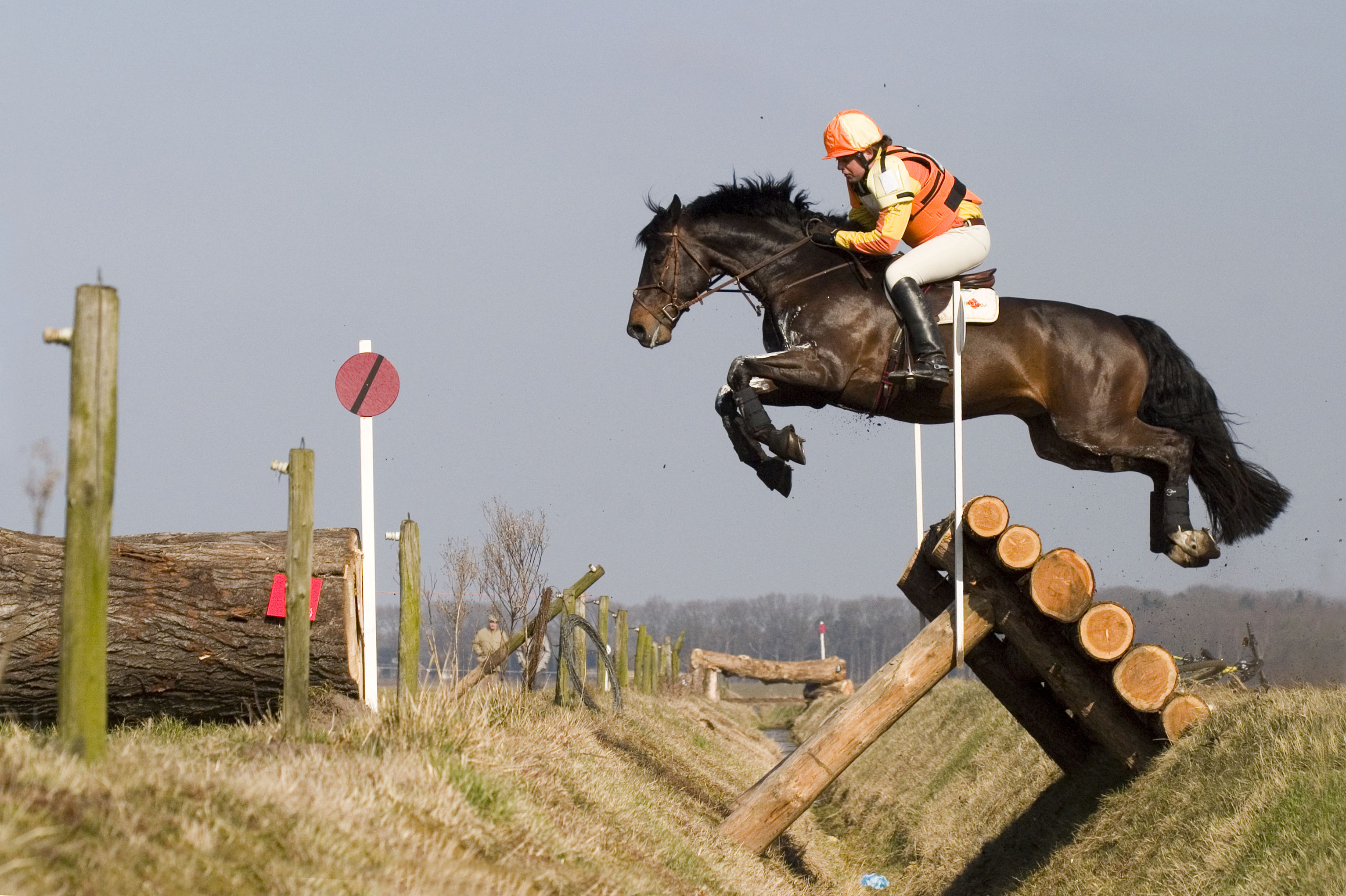
Cross-country SGW Alphen-Chaam 2006

- Eventing oftewel Samen Gestelde Wedstrijd voor de paardensport. Paardensportvereniging De Trouwe Kameraden uit Chaam organiseert jaarlijks in het recreatiegebied 't Zand de wedstrijd, die in principe iedere 3e en 4e zondag in maart onder auspiciën van de KNHS georganiseerd. Het is de openingswedstrijd van het eventingseizoen in Nederland.
- Ieder jaar op de eerste zaterdag in juli vindt de Chaamloop plaats. Op een parcours met start en finish in de Dorpsstraat worden voor de jeugd wedstrijden van 500 meter (t/m 6 jaar), 1000 meter (7 t/m 10 jaar) en 1500 meter (11 en 12 jaar). Voor de volwassenen zijn er wedstrijden over 5 en 10 km en een halve marathon.
- Jaarlijks organiseert de voetbalvereniging Chaam de Dönercup, een voetbaltoernooi met buitenlandse teams die strijden om de wisselbeker.
- Jaarmarkt op de tweede zondag in augustus.
- Autocross Chaam wordt jaarlijks georganiseerd door Autosport vereniging Chaam. Jarenlang werd de cross in het najaar georganiseerd. Sinds enkele jaren niet meer georganiseerd.
- Jaarlijks is er ook in Chaam het Eerste Chaamse Cabaret in April.

## Verenigingen
Verenigingen in Chaam zijn onder meer:
- Voetbalvereniging VV Chaam
- GBSV Chaam. Lokale politieke partij.
- Tennisvereniging Chaam
- Carnavalsvereniging SCC de Bonenpikkers
- Paardensportvereniging de Trouwe Kameraden
- Heerensociëteit Chaam is geïnspireerd op de oude Engelse Gentlemen’s clubs welke in de 18e en 19e eeuw met name in het West End van Londen werden opgericht. In die tijd waren afkomst en een adellijke titel de enige sleutels om toegelaten te worden tot deze zeer exclusieve clubs. In de 21ste eeuw zijn de erfelijke criteria niet meer bepalend, maar als lid dient men te voldoen aan de kwalificering 'gentleman'.

Sinds 29 december 1997 is Heerensociëteit Chaam actief en komen de leden wekelijks bijeen in het historisch kader van het classicistisch landhuis (Huyser Huis) in het dorpscentrum.

## Voorzieningen
- Openluchtzwembad Het Weidebad (sinds  augustus 2014 permanent gesloten)
- Cultureel Centrum Taxandria
- Woonzorgcentrum Thebe | De Geerhof
- Heemkundemuseum Ledevaert, aan Gilzeweg 12.

## Sport
Op zondag 21 augustus 2022 liep de route van de derde etappe (van Breda naar Breda) van de Ronde van Spanje 2022 door Chaam.

## Nabijgelegen kernen
Alphen, Baarle-Nassau, Gilze, Meerle, Strijbeek, Ulicoten, Bavel en Ulvenhout.